# Wangen im Allgäu
Pour les articles homonymes, voir Wangen.
Wangen im Allgäu est une ville d'Allemagne, dans le sud du Bade-Wurtemberg.
En vue des premières crêtes des Alpes et des Alpes d'Allgäu, la ville dispose ses maisons colorées suivant un plan cruciforme, autour des deux rues principales qui se rencontrent sur la place du marché.
Ce lieu a été le camp de base de la sélection togolaise de football lors de la Coupe du monde de football 2006, du 25 mai au 24 juin 2006.

## Galerie

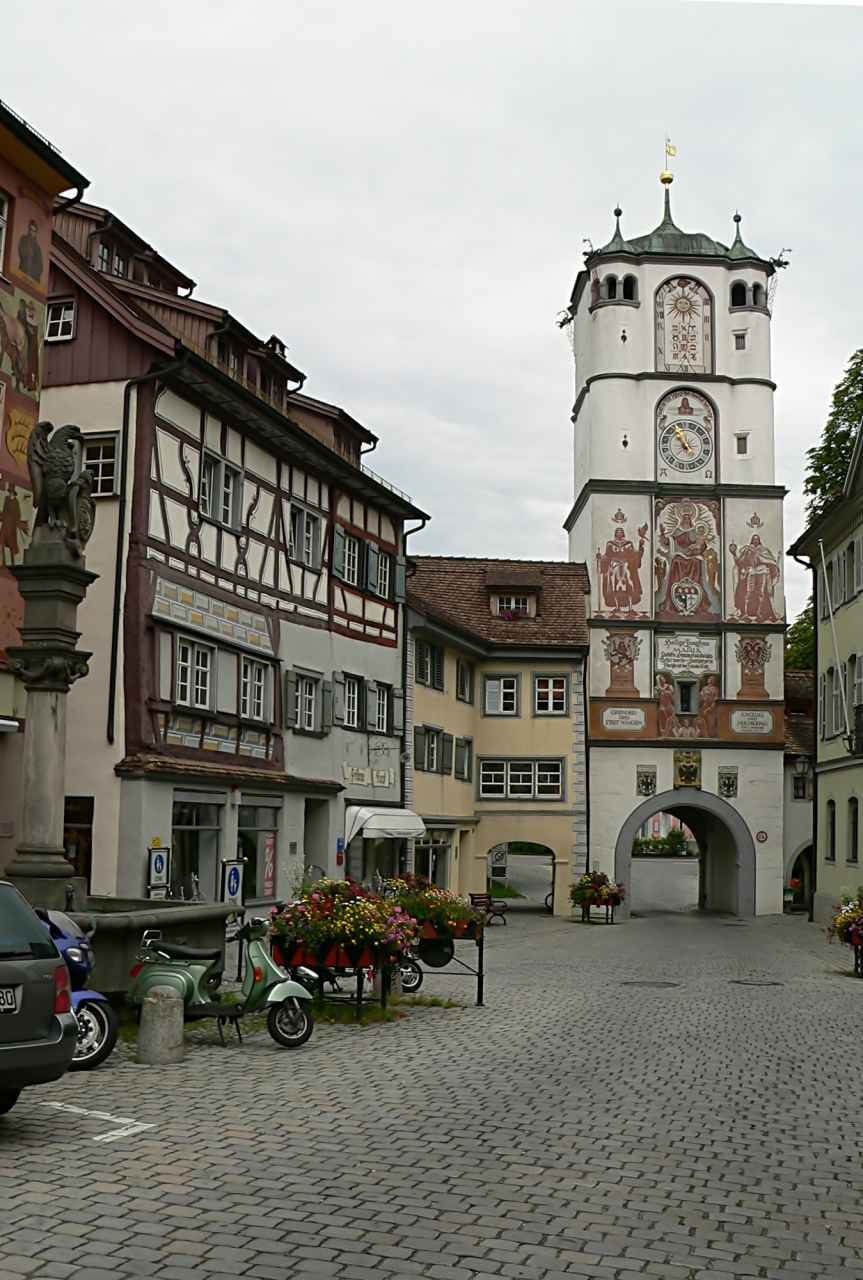
La porte de Ravensburg
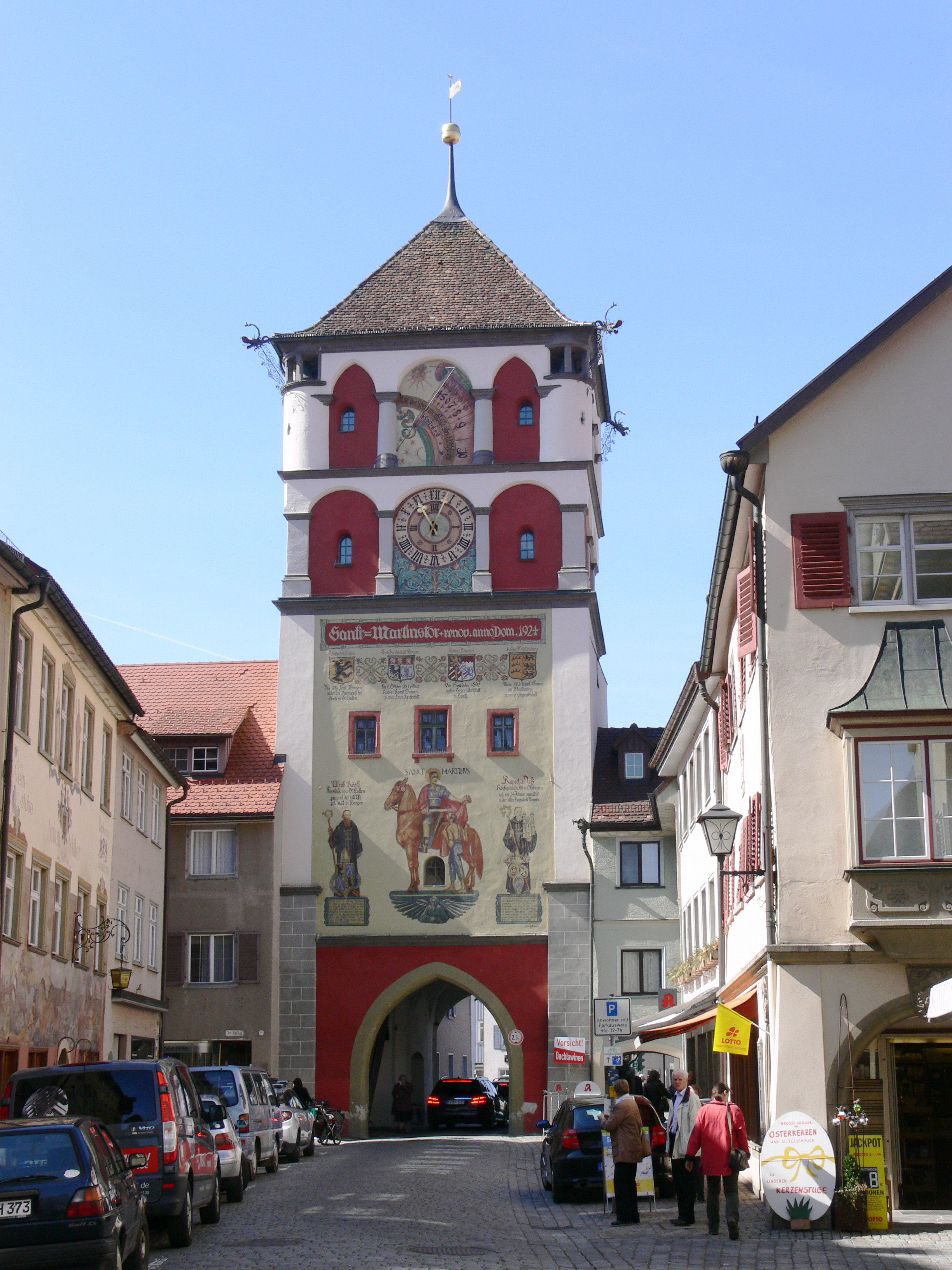
La porte de Lindau

## Histoire
| Appartenances historiques Duché de Souabe 915-1286 Saint-Empire (Ville libre) 1286-1802 Électorat de Bavière 1802–1805 Royaume de Bavière 1805–1810 Royaume de Wurtemberg 1810–1871 Empire allemand 1871–1918 République de Weimar 1918–1933 Reich allemand 1933–1945 Allemagne occupée 1945–1949 Allemagne 1949–présent |

## Jumelages
- La Garenne-Colombes (France) depuis 1980
- Prato (Italie) depuis 1988

## Personnalité liée à la commune
- Louise Aston (1814-1871), écrivaine et féministe allemande.
- Gertrude de Habsbourg-Toscane (1900-1962), archiduchesse d'Autriche et princesse de Toscane est inhumée à Maria-Thann[1][réf. incomplète].